# Austroaeschna flavomaculata
Austroaeschna flavomaculata är en trollsländeart som beskrevs av Tillyard 1916. Austroaeschna flavomaculata ingår i släktet Austroaeschna och familjen mosaiktrollsländor. Inga underarter finns listade i Catalogue of Life.

## Bildgalleri

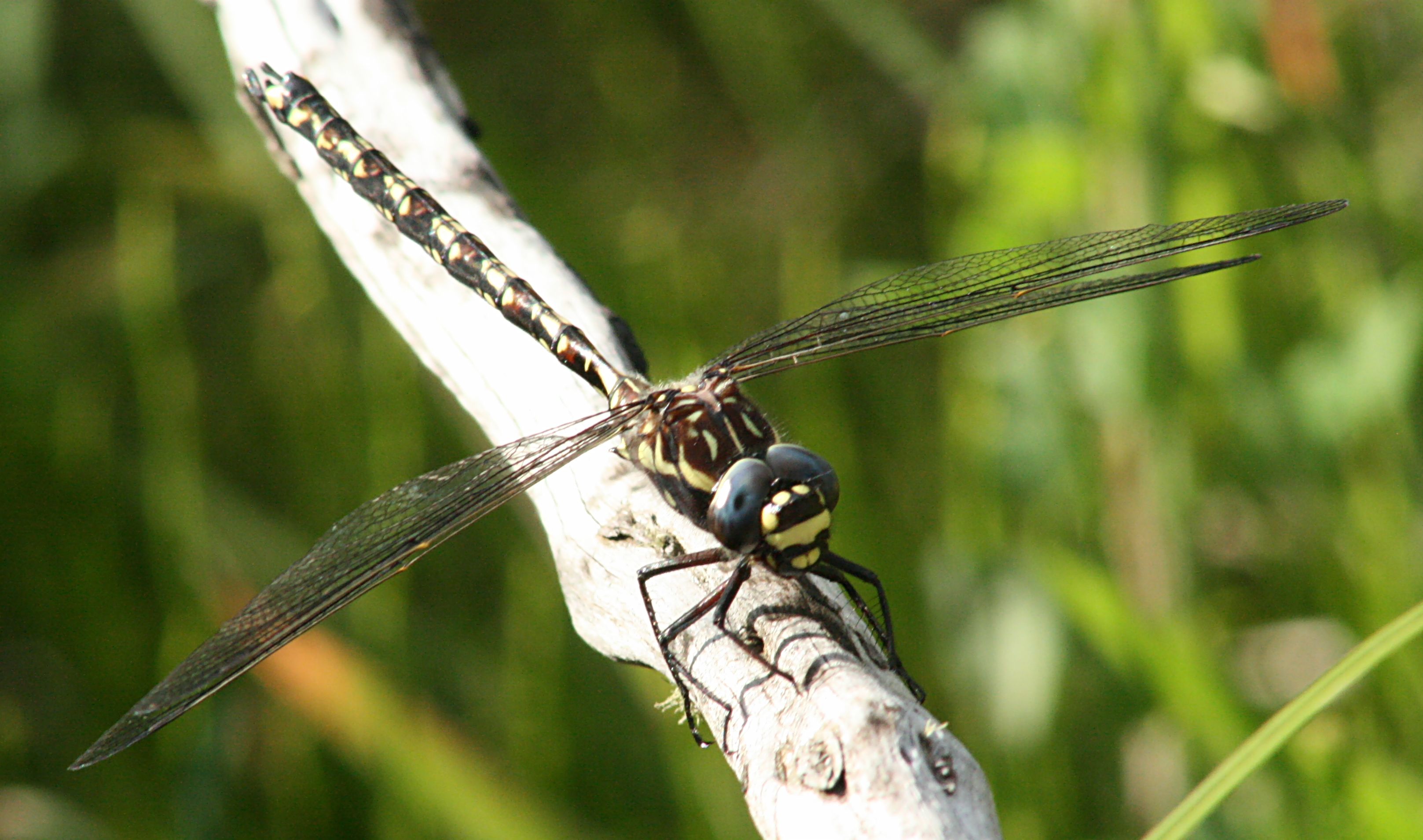